# Centre hospitalier spécialisé L'Accueil
Het Centre hospitalier spécialisé L'Accueil is een ziekenhuis gelegen te Lierneux.

## Geschiedenis
In de 19de eeuw werd beslist om een ziekenhuis op te richten in de provincie Luik in de plaats die het verst gelegen was van de stad Luik. Er werd beslist een woonhuis in Lierneux om te bouwen tot een verpleegkundige inrichting. In 1884 werd er een ziekenhuis geopend. In 1930 werd de eerste blok gezet van het huidige ziekenhuis. Sinds 2013 behoort het ziekenhuis bij het ziekenhuisnetwerk iSoSL.